# 洪兆麟

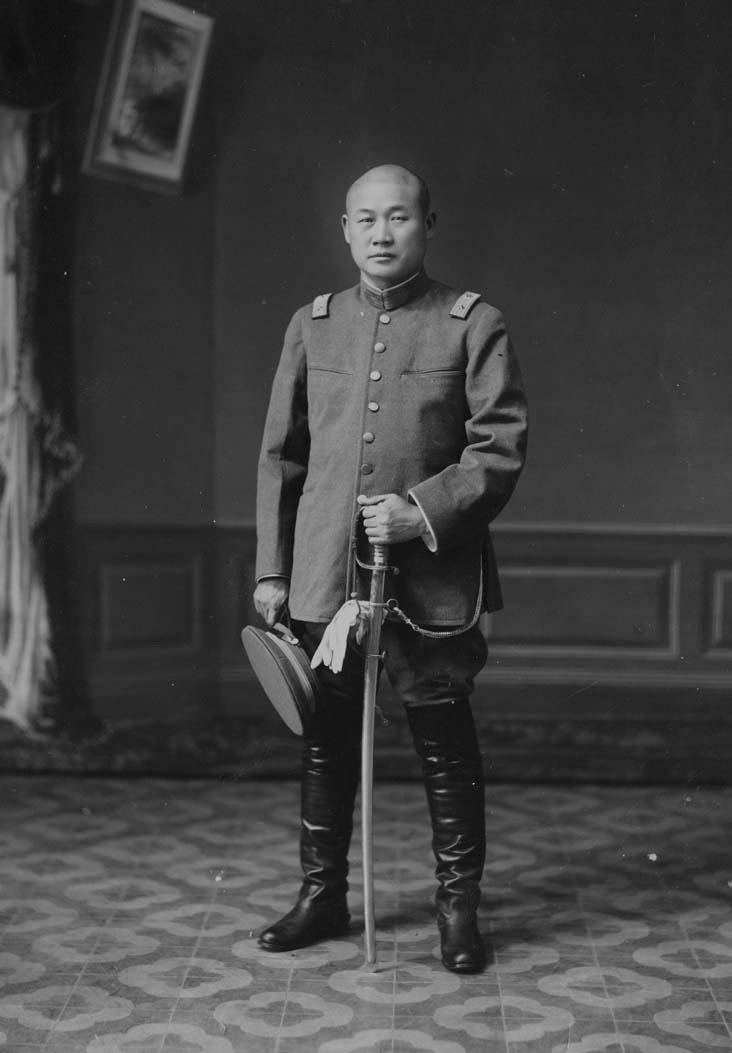
洪兆麟

洪兆麟（1876年4月3日—1925年12月9日），字湘丞，湖南宁乡西冲山人，中华民国军事将领，粵系民國軍閥。

## 生平
光绪二年三月初九日生于一个贫穷家庭。20岁时，洪兆麟加入廣東陸軍永字营当兵，后来先后升任哨长、管带。辛亥革命时，经陈炯明、邓铿策动，洪兆麟在惠州投向革命派。
中华民国成立后，1912年洪兆麟任广东陆军混成协团长兼惠州绥靖督办。1913年二次革命失败后，洪兆麟赴日本。1914年，洪兆麟返回惠州策划推翻效忠袁世凱的廣東鎮撫使龙济光，計畫失败后独自逃往香港，被香港政府逮捕，经革命党人营救乃获释放。1916年，洪兆麟奉邓铿之命，再次到惠州策划推翻龍的統治，同守卫惠州的李嘉品作战一个多月。但龙济光的統治直到1918年（民國七年）5月被逐出廣東後才完全失勢，广东省省长朱庆澜任命洪兆麟为惠州帮办。
1918年初，洪兆麟任援閩粵軍第五统统领，援閩粵軍在孫中山的命令下開入福建省和李厚基交戰，进入福建后升任第四支队司令兼汀漳镇守使。1920年8月，在第一次粵桂戰爭中，洪兆麟部隊在陳炯明指揮下回師广东讨伐旧桂系的侵粵部队，任第一路司令，攻占潮梅后兼任潮梅善后处处长。1921年，洪兆麟任第二师师长。
1922年6月，陈炯明发动六一六事变，洪兆麟與其部隊維持和陈炯明的結盟關係。1923年1月15日，在陳炯明宣布下野退出廣州後，洪兆麟在潮汕曾一度宣布脱离陈炯明独立，并且欢迎孙中山及许崇智返回广东。但是在北京政府的拉攏下，洪兆麟在4月即與孫中山決裂。1923年4月，洪兆麟被北洋政府大總統黎元洪（實際政務控制者為曹锟）任命为汕头防务督办。1923年4月3日，获将军府授“洪威将军”。
1923年5月，陳炯明在東江宣布復出，成立救粵軍。同年6月20日，救粤军在汕头设总指挥部，林虎任总指挥，洪兆麟任副总指挥。
1924年（民國13年）3月9日，洪兆麟派代表会见孙中山输诚，向孫中山開出的條件是要求孫給予「軍總司令」之級別名義，並以潮州、梅州為防地（勢力區）。孫中山回覆給洪的說詞是：“湘臣（洪字）果有诚意来归，应先脱离陈炯明，调离东江。”由於雙方沒有共識，歸順廣州政府一事即不了了之。1924年5月18日，曹锟統治的北京政府任命洪兆麟为潮梅护军使。
1924年夏季，洪兆麟加入的救粵軍擊敗效忠孫中山，由许崇智領軍的東路討賊軍。但是在1925年（民國14年）2月广州国民政府發動東征後，粵軍開始不敵新於黃埔訓練並獲蘇援的國民革命軍，並逐步被消滅。洪兆麟部隊首次和國民革命軍交戰是在淡水戰鬥後的2月20日，當天晚上國軍對救粵軍指揮部發動夜襲，將洪兆麟與部隊打散潰退，部隊退往福建南部重整。在東征軍退回廣州時，洪兆麟部又进占潮汕地区。
第二次與國民革命軍交戰是在民國14年11月第二次東征戰役末期，該役在河婆交戰，洪兆麟腿部重彈負傷，部隊再度退入閩南地區，但被張毅指揮的福建陸軍繳械。失去部隊的洪兆麟獨自逃往香港。12月9日，洪兆麟在乘船赴上海途中，被国民党的刺客船员韦德行刺击毙。
1926年10月9日，北京政府追赠洪兆麟陆军上将衔。